# FREM1
La proteína 1 de la matriz extracelular relacionada con FRAS1 es una proteína que en humanos está codificada por el gen FREM1.  Es una proteína de la matriz extracelular que juega un papel en la diferenciación epidérmica y es necesaria para la adhesión epidérmica durante el desarrollo embrionario.